# Fertighaus 63

Ausstellungslogo

Die Fertighaus 63 (Eigenschreibweise: fertighaus 63) war eine vom Wochenmagazin Stern im Jahr 1963 in Quickborn organisierte Ausstellung von Fertighäusern. Sie ging auf eine Idee von Henri Nannen zurück, den Gründer, langjährigen Herausgeber und Chefredakteur der Zeitschrift. Zirka 400.000 Menschen besuchten die damals größte Fertighausausstellung Europas. Die Häuser wurden anschließend verkauft und bildeten eine Siedlung im Süden der Stadt. In den 1960er Jahren kam es zu einer Reihe von Nachfolgeveranstaltungen. Die Fertighaus 63 gilt als ein wichtiger Auslöser für den dann einsetzenden Fertighausboom in Westdeutschland.

## Vorgeschichte und Hintergrund
Henri Nannen musste Anfang der 1960er Jahre beim Umbau seines Privathauses erhebliche Kostensteigerungen tragen und vermisste beim Hausbau grundsätzlich die Chance einer vorherigen Inaugenscheinnahme. Solch eine Möglichkeit, so stellte er anschließend fest, bestehe hingegen bei Fertighäusern. Aus diesem Grund brachte der Stern 1962 dreizehn Wochen lang eine Artikelserie über Fertighäuser. Sie erzeugte in der Leserschaft ein intensives Echo, sodass sich das Magazin veranlasst sah, zeitweilig ein Büro zur Beantwortung der zahlreichen Leseranfragen einzurichten. Andere Medien griffen das Thema auf.
Die westdeutsche Bauwirtschaft war damals nicht in der Lage, die starke Nachfrage nach neuen Wohnungen vollständig zu bedienen. Insbesondere das eigene „Haus im Grünen“ galt damals als Wunschvorstellung vieler Menschen, die den Erwerb von Wohneigentum erwogen. Die Bundesregierung sah im „qualitativ einwandfreien und preiswerten Fertighaus“ einen Weg, die Angebotsseite zu stärken. 1962 lag der Anteil der Häuser, die überwiegend mit vorgefertigten Teilen gebaut wurden, in Westdeutschland erst bei zwei Prozent (gemessen an der Gesamtzahl aller jährlich neu errichteten Wohnhäuser).

## Planung und Bau
Im Januar 1963 entstand in der Redaktion des Stern der Gedanke, das Thema nicht nur journalistisch zu behandeln, sondern den Interessierten diese Bauweise durch die Errichtung einer Siedlung von Fertighäusern näherzubringen. Die Idee einer Ausstellung war nicht neu. 1962 hatte in Dortmund bereits die „Fertigbau in Theorie und Praxis“ stattgefunden. Henri Nannen überzeugte Bundesbauminister Paul Lücke, die Schirmherrschaft für eine solche Veranstaltung zu übernehmen. Der Stern-Journalist Gerhard Jäger wurde mit der Organisation des Ausstellungsvorhabens betraut. Externe Expertise steuerten Erich Kühn, in Aachen lehrender Stadtplaner, sowie der Garten- und Landschaftsarchitekt Horst Koehler bei. Der Stern gewann überdies die in Hamburg ansässige Gewofa als Bauträger und die Hamburger Fairex als Messe- und Ausstellungsgesellschaft. In Quickborn erwarb der Stern im Februar 1963 ein rund 60.000 Quadratmeter großes Baugelände. Auf die nördlich von Hamburg gelegene Kleinstadt war man aufmerksam geworden, weil Richard Neutra dort den Bau einer Siedlung mit zirka 200 Luxusbungalows plante (→ Bewobau-Siedlung Quickborn).
Die Abstimmungen mit dem Quickborner Bauamt sowie den Kreis- und Landesplanern schritten rasch voran, sodass Lena Ohnesorge, Ministerin für Arbeit, Soziales und Vertriebene in Schleswig-Holstein, am 9. Mai 1963 die Grundsteinlegung für die Fertighaussiedlung vollziehen konnte. In wenigen Wochen entstanden auf dem baumbestandenen Gelände, zu dem auch ein kleiner See gehörte, 46 Fertighäuser. 32 Hersteller waren beteiligt. Die große Mehrheit kam aus Westdeutschland, dreizehn aus dem europäischen Ausland, zum Teil mit deutschen Lizenznehmern und Vertretungen (Schweden 5; Finnland 3; Dänemark 2; Großbritannien, Niederlande und Österreich jeweils 1). Zu den Anbietern gehörten beispielsweise Elementhus (Schweden), Hanse-Fertighaus, Hoesch, Neckermann, OKAL, Puutalo (Finnland) und Quelle; auch die Bausparkasse Mainz war zusammen mit einem schwedischen Produzenten vertreten.
Die errichteten Häuser repräsentierten eine große Spannweite an Materialien, Möglichkeiten, Formen, Größen und Preisen. Einfache Einfamilienhäuser fanden sich neben Luxusbungalows, die Preise reichten einschließlich der Grundstücke von 72.000 bis 200.000 DM, die Größen von 55 bis 240 Quadratmeter Wohnfläche.

## Präsentation
Die Ausstellung begann am 1. August und dauerte bis zum 27. Oktober 1963, nachdem sie zuvor um drei Wochen verlängert worden war. Sie zählte zirka 400.000 Besucher und galt als größte Fertighausausstellung in Europa. Die Deutsche Bundesbahn richtete Sonderzüge nach Hamburg ein, die Fahrgästen den Besuch der Fertighausausstellung in Quickborn und der Internationalen Gartenbauausstellung 1963 in Hamburg ermöglichen sollten. Eine günstige Verkehrsanbindung war gegeben: Ein Haltepunkt der AKN, heute „Quickborn Süd“ genannt, lag in unmittelbarer Nähe, er hieß für die Dauer der Ausstellung „Bahnhof Fertighaus 63“. Auch die Bausparkasse Wüstenrot veranstaltete Informationsfahrten zum Ausstellungsgelände, ebenso Busunternehmen.
Der Bau der Häuser und die Ausstellung wurden im Auftrag des Bundesbauministeriums durch die Arbeitsgemeinschaft für zeitgemäßes Bauen im Rahmen ihrer Rolle als bundesdeutsche Bauforschungseinrichtung begleitet und dokumentiert.

## Nachnutzung und Folgeausstellungen
Wie geplant wurden alle Häuser nach Ende der Quickborner Ausstellung an Privatleute verkauft. Diese Veräußerung dauerte nicht selten länger; so waren ein Jahr nach Ausstellungsende 20 Häuser noch ohne neuen Eigentümer. Ein Vertreter der Arbeitsgemeinschaft für zeitgemäßes Bauen sprach deshalb von einer „Geistersiedlung“. Angehörige des Verlags Henri Nannen waren als Erwerber ausgeschlossen.
Das über fünf Straßen erschlossene Areal wird heute gelegentlich auch Stern-Siedlung genannt. Seit 1963 gab es an vielen Häusern Veränderungen; teilweise handelte es sich nicht nur um den Austausch von Fenstern oder Elementen der Fassade, sondern um die Umgestaltung der gesamten Erscheinung.
In den 1960er Jahren kam es zu Nachfolgeveranstaltungen. So organisierte die Braunschweigische Staatsbank im Herbst 1963 eine Fertighausschau in Querum unter dem Titel „30 Fertighäuser“ beziehungsweise „Ein Braunschweiger Beispiel“. Es folgten 1964 Fertighausausstellungen in Saarbrücken, Hesseldorf bei Hanau und Sindelfingen. Im Jahr darauf zog eine Ausstellung im Dortmunder Westfalenpark mit 26 Beispielhäusern rund 300.000 Besucher an. Im selben Jahr, also 1965, war auch Mainz Gastgeber einer Fertighausausstellung. 1968 wurde die Dortmunder Präsentation als „Fertigbau 68“ wiederholt, jedoch mit nur elf Ausstellungshäusern. Die „Fertigbau 69“ in Ulm beendete den Reigen der Nachfolgeveranstaltungen der 1960er Jahre. Anschließend änderte die deutsche Fertighausbranche ihr Ausstellungskonzept. Fortan setzte sie aus Kostengründen auf dauerhafte Ausstellungen. Die erste Präsentation dieser Art, das „1. Europäische Fertighaus- und Schwimmbadzentrum“, wurde 1971 in Fellbach bei Stuttgart eröffnet.
1999 bezog sich der Stern ausdrücklich auf die Quickborner Ausstellung, als er gemeinsam mit der Bausparkasse Schwäbisch Hall in Hamburg-Sülldorf der Öffentlichkeit Fertighäuser präsentierte, die aus einer Leserumfrage des Jahres 1996 hervorgegangen, von verschiedenen Architektenteams entwickelt und vom Fertighaushersteller Bien-Zenker errichtet worden waren.

Zur Präsentation von 1963 in Quickborn errichtete Fertighäuser ausgewählter Hersteller (Fotos von 2023)
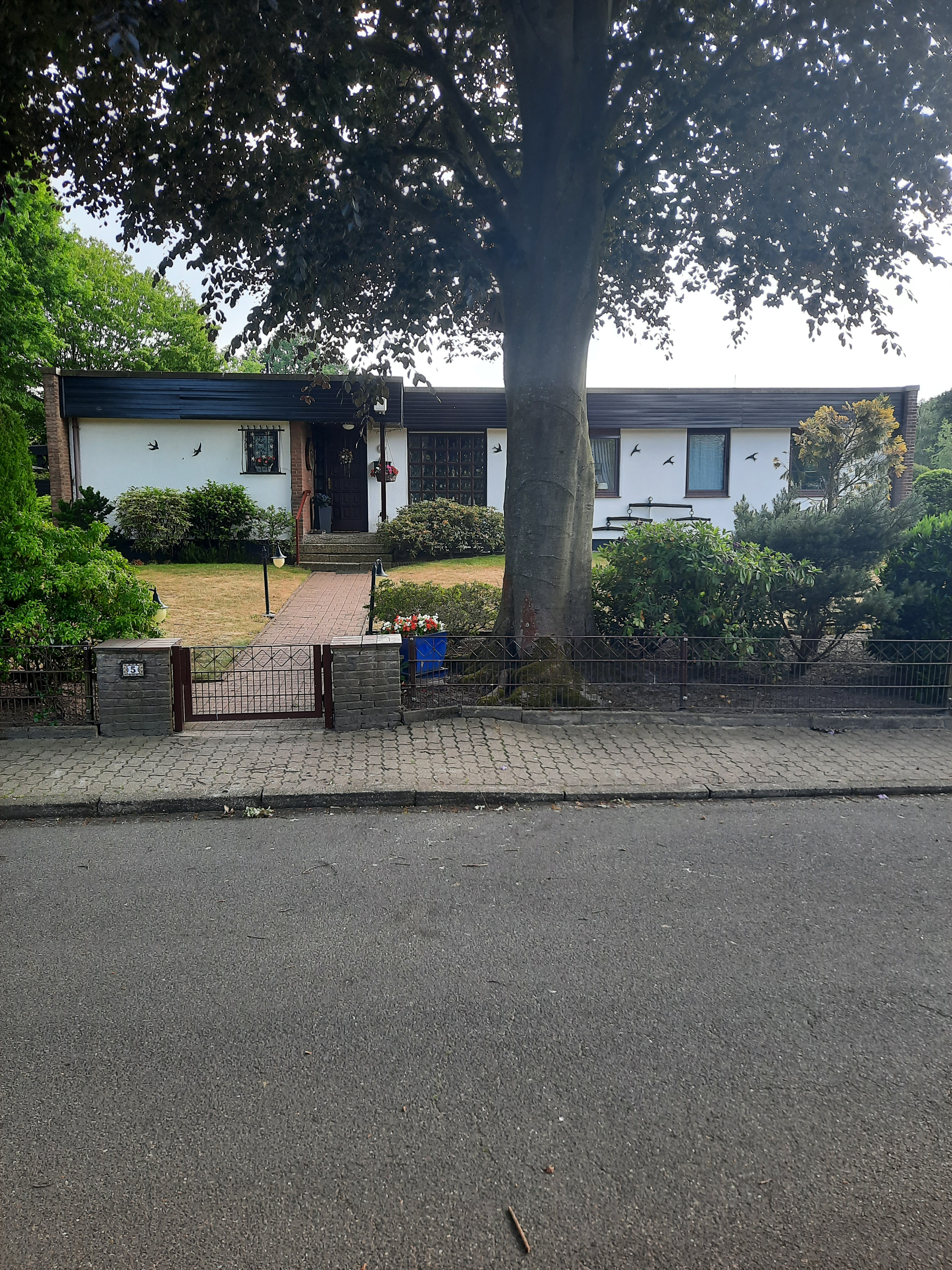
Elementbau Kurth KG (Göttingen)
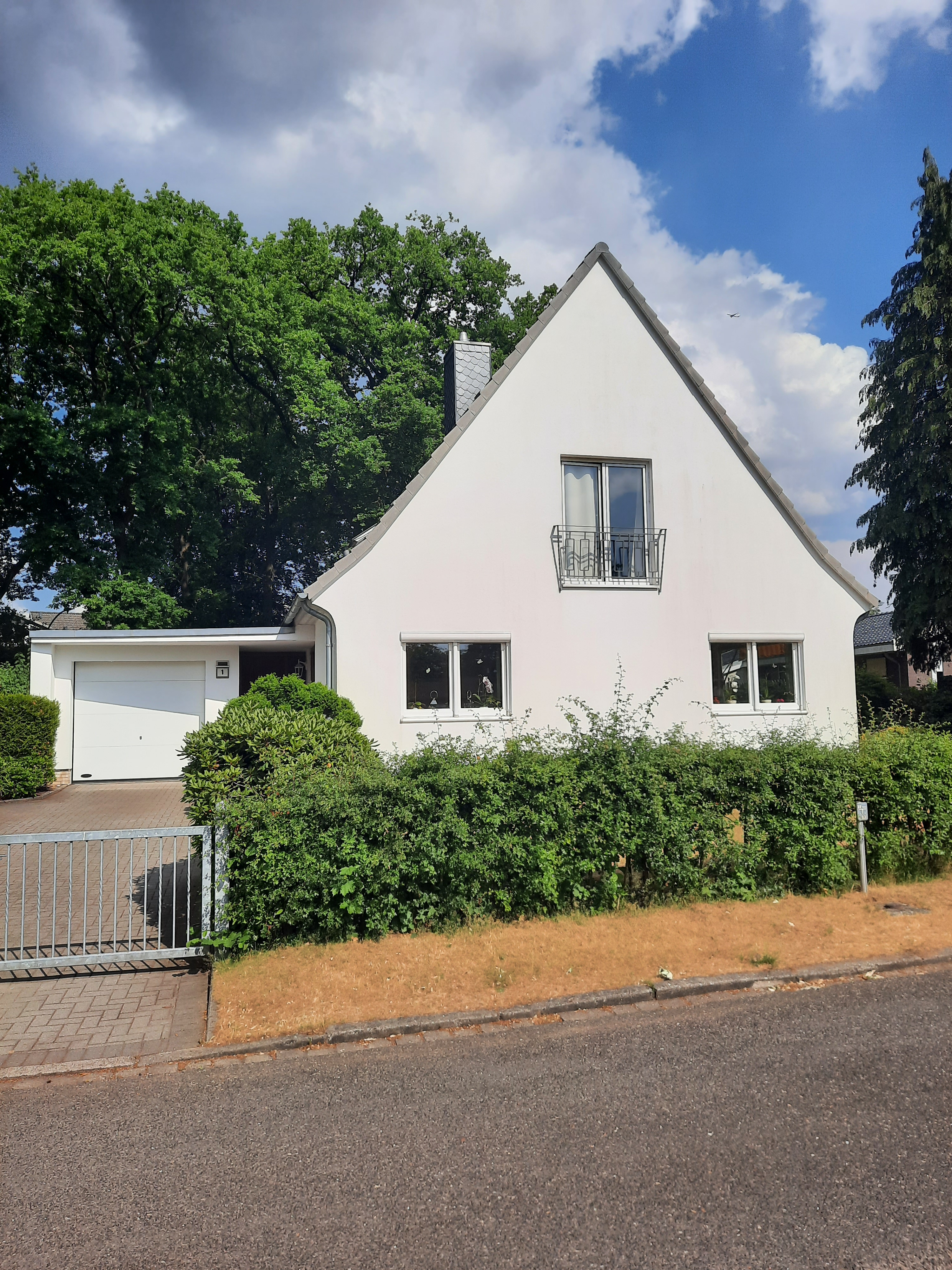
Hanse Fertighaus (Travemünde)
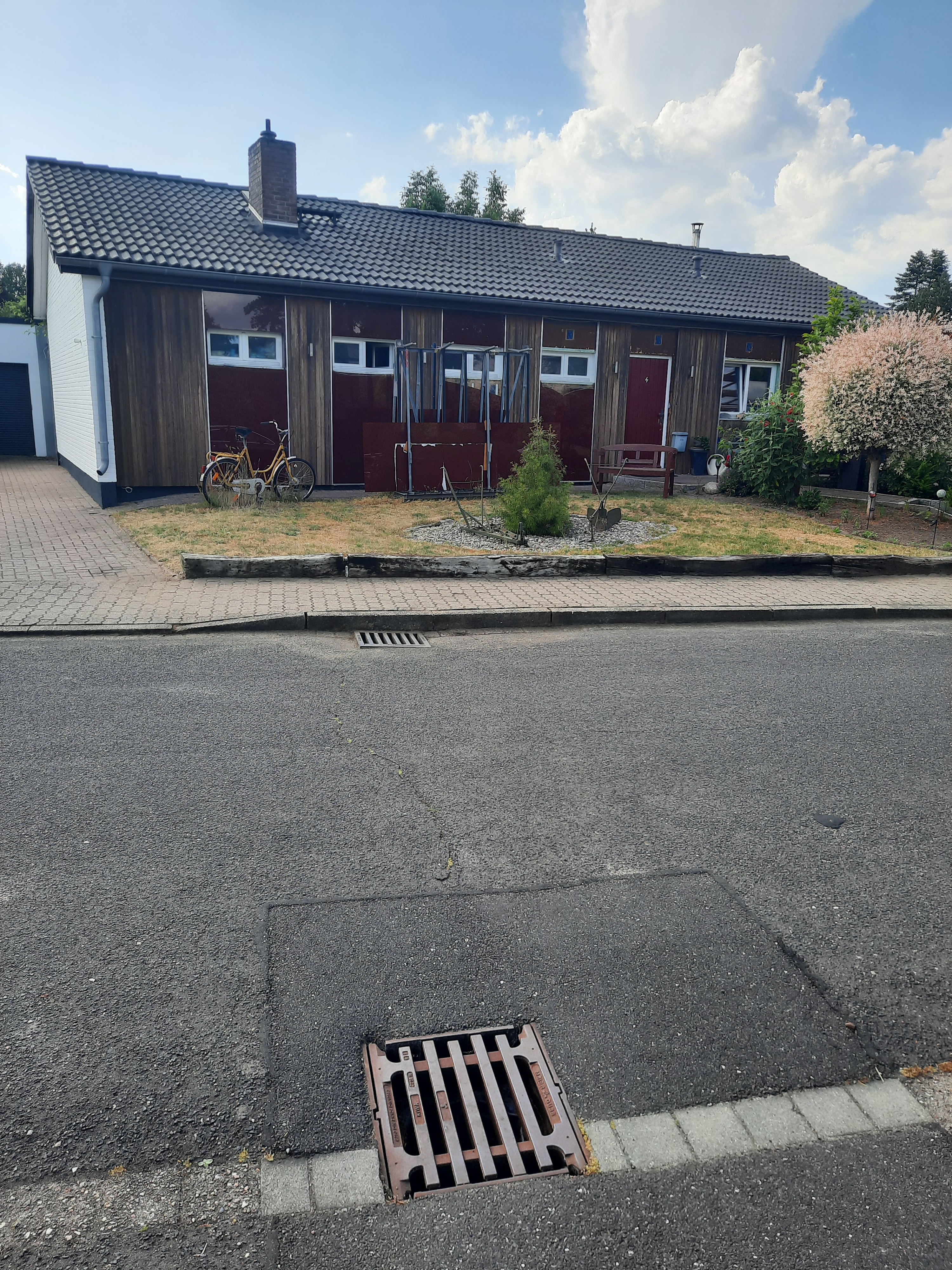
Finjarkhaus (Finnland)
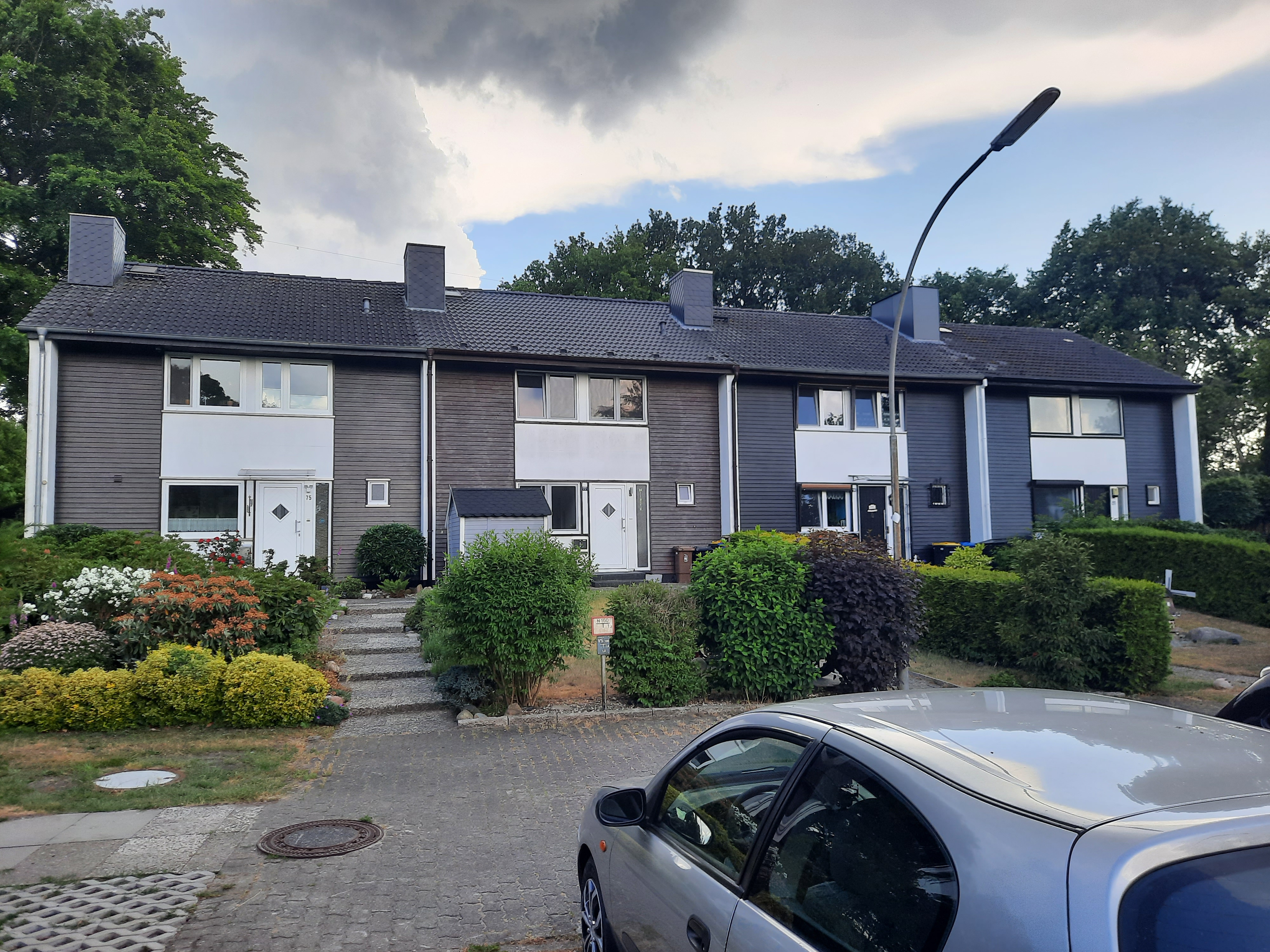
Puutalo (Finnland)
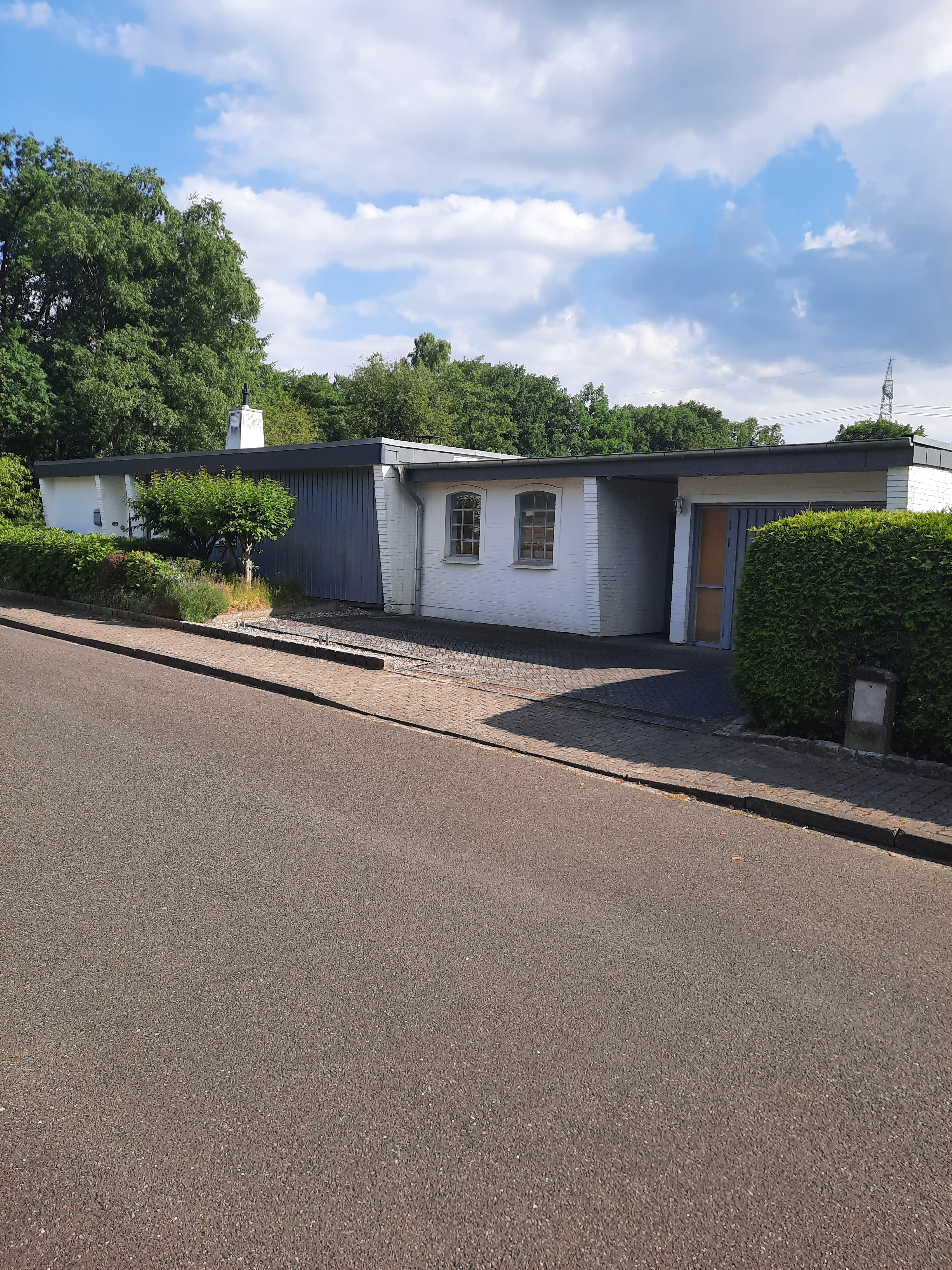
Interblock (Schweden)
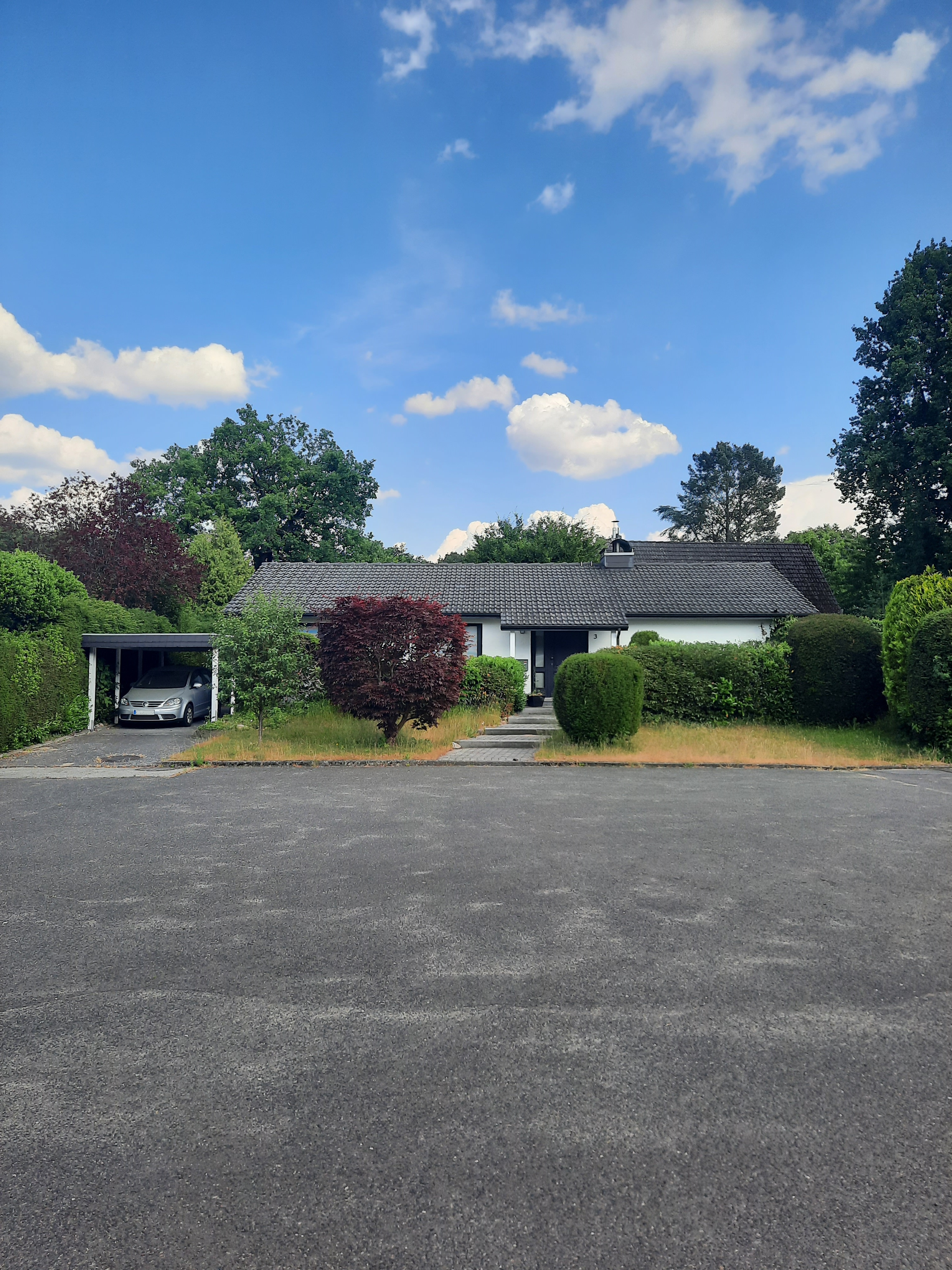
Cedar Homes (Großbritannien)

## Rezeption und Bewertungen
Am 9. August 1963 brachte die UFA-Wochenschau einen Beitrag über die Quickborner Ausstellung. Vorberichte und Berichte über die Ausstellung erschienen in bundesdeutschen Druckerzeugnissen und in deutschsprachigen Publikationen des Auslands. So brachten beispielsweise die überregionalen Zeitschriften Der Spiegel und Die Zeit entsprechende Beiträge. Auch Regionalzeitungen, wie etwa die Nordwest-Zeitung, informierten ihre Leserschaft. Deutschsprachige Druckerzeugnisse im Ausland griffen das Thema ebenfalls auf, zum Beispiel solche im amerikanischen Bundesstaat Nebraska, die St. Vither Zeitung in Ostbelgien oder das Fachperiodikum Schweizerische Bauzeitung. Zeitungen und Zeitschriften des konkurrierenden Axel-Springer-Verlags mieden hingegen im redaktionellen und im Anzeigen-Teil jeden Hinweis auf die Quickborner Veranstaltung.
Der Tenor der Beiträge war unterschiedlich. Einige Berichte blieben weitgehend neutral und verzichteten auf eine Bewertung. In anderen schwang dagegen ein freundlicher, zuweilen lobender Unterton mit. In einer dritten Gruppe dominierten Skepsis und Ablehnung. Diese bezogen sich in der Regel auf die Preise, die Ausführung der Häuser oder die Fähigkeiten der Fertighausbranche in Deutschland, beispielsweise in Bezug auf die Produktionstiefe. In dieser Gruppe kamen auch Autoren zu Wort, die der Idee vom „Haus im Grünen“ ablehnend gegenüberstanden und in Quickborn Gebäude erblickten, die eine „Kleinbürger-Romantik“ repräsentierten oder in ihren Augen als „Farce“ zu bezeichnen seien.
Selbst weit nach Ausstellungsende wurden Werturteile formuliert. So zeigte der Bundesverband Deutscher Fertigbau 2007 in Berlin und Hannover eine Wanderausstellung zur Geschichte der Fertighäuser. In ihr galt die Fertighaus 63 als wichtiger Meilenstein. Bereits zwei Jahre zuvor hatte Katja Simon in ihrer an der Ruhr-Universität Bochum entstandenen Dissertation zur Fertighaus-Architektur geurteilt: „Die wichtigste Ausstellung, die unbestritten als einer der entscheidenden Auslöser für den Fertighausboom in Deutschland gilt, war die Fertighausausstellung ‚fertighaus 63‘ in Quickborn. Sie hat das Image des Fertighauses grundlegend verbessert und war Ausgangspunkt für eine rasante Entwicklung, die sich in der Folge vollzog.“